# Sigrid Skarpelis-Sperk

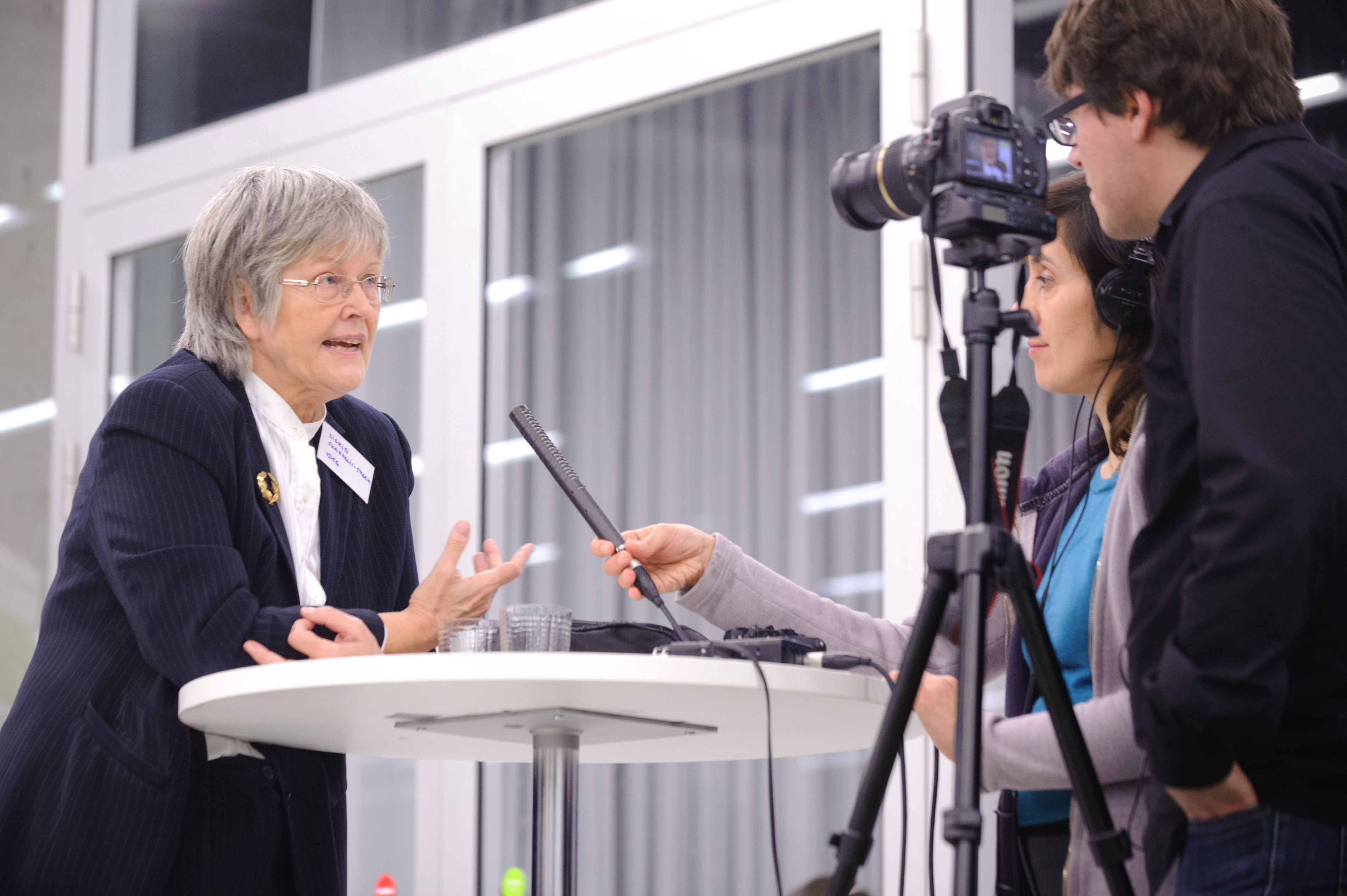
Sigrid Skarpelis-Sperk (2012)

Sigrid Skarpelis-Sperk, geb. Sperk, (* 12. April 1945 in Prag) ist eine deutsche Politikerin (SPD) und Ehrenpräsidentin der Vereinigung der Deutsch-Griechischen Gesellschaften e.V. (VDGG e.V.).

## Leben und Beruf
Nach Kriegsende wuchs Sigrid Skarpelis-Sperk im Allgäu und in München auf und absolvierte nach dem Abitur im Jahr 1964 ein Studium der Volkswirtschaftslehre an der Staatswirtschaftlichen Fakultät der Ludwig-Maximilians-Universität München. Dieses beendete sie im Jahr 1970 als Diplom-Volkswirtin und war anschließend als Assistentin am Institut für Staatswirtschaft an der LMU tätig. Im Jahr 1975 begann sie ein Studium der Sozialwissenschaften an der Universität Göttingen, wechselte aber 1976 als wissenschaftliche Mitarbeiterin mit Lehrtätigkeit an die Hochschule der Bundeswehr in München. Im Jahr 1977 erfolgte ihre Promotion zum Dr. rer. pol. an der Universität Göttingen mit der Arbeit „Soziale Rationierung öffentlicher Leistungen“. Danach nahm sie einen Lehrauftrag an der Fachhochschule München für Sozialwesen wahr und trat 1978 als wissenschaftliche Mitarbeiterin in den Dienst des Bundesministeriums für Forschung und Technologie ein.
Während ihrer Studienzeit engagierte sich Sigrid Skarpelis-Sperk im Rahmen der studentischen Mitbestimmung an der LMU als stellvertretende Vorsitzende des Allgemeinen Studentenausschusses und als Fachschafts- und Fakultätssprecherin. In dieser Zeit begann auch ihr Engagement für die von der Militärjunta in Griechenland (1967 bis 1974) verfolgten Demokraten. Zusammen mit ihrem Ehemann, Constantin Skarpelis, unterstützte sie den Widerstand gegen die griechische Diktatur.
Sigrid Skarpelis-Sperk ist verwitwet und hat eine Tochter.

## Partei
Seit dem Jahr 1969 ist sie Mitglied der SPD. Sigrid Skarpelis-Sperk war lange Jahre stellvertretende Vorsitzende des SPD-Bezirksverbandes Südbayern/Bezirksverbandes Schwaben und gehörte dem Landesvorstand und Präsidium der bayerischen Landespartei sowie in den Jahren 1991 bis 2003 dem SPD-Parteivorstand an. Sie war ferner Mitglied verschiedener Programmkommissionen der SPD, beginnend mit der Kommission „Orientierungsrahmen '85“ und der darauf folgenden Parteikommissionen bis zum Jahr 2000. Als Bezirksvorsitzende der Arbeitsgemeinschaft Sozialdemokratischer Frauen (ASF) in Südbayern trug sie wesentlich dazu bei, dass Südbayern im Jahr 1985 als erster SPD-Bezirk eine Frauenquote von 25 Prozent in seiner Satzung einführte.
Sigrid Skarpelis-Sperk wird zum linken Flügel der SPD gerechnet und ist Mitherausgeberin der spw – Zeitschrift für sozialistische Politik und Wirtschaft. Im Frühjahr 2003 war sie Mit-Initiatorin des ersten Mitgliederbegehrens in der Geschichte der SPD, um Kurskorrekturen bei der Agenda 2010 der Bundesregierung unter der Kanzlerschaft von Gerhard Schröder zu erreichen und erwirkte schließlich einen Sonderparteitag. Das Verhalten des SPD-Kanzlers nannte sie „sonnenkönighaft“.

## Abgeordnete
In den Jahren 1980 bis 2005 war Sigrid Skarpelis-Sperk Mitglied des Deutschen Bundestages und Mitglied des Wirtschaftsausschusses. Ab 2002 war sie stellvertretende Sprecherin im Ausschuss für Wirtschaft und Arbeit sowie stellvertretendes Mitglied im Finanzausschuss. Von 1983 bis 1989 war sie Vorsitzende der Kommission des Ältestenrates für den Einsatz neuer Informations- und Kommunikationstechniken und -medien im Deutschen Bundestag. Vor allem auf ihre Initiative hin war der Deutsche Bundestag das erste Parlament in Europa und nach dem US-Kongress weltweit das zweite, das PCs für die Abgeordneten und Wahlkreisbüros einführte. In den Jahren 1990 bis 2005 war sie Vorsitzende des Unterausschusses ERP-Wirtschaftspläne (European Recovery Program) des Wirtschaftsausschusses. Außerdem war sie von 1994 bis 2005 stellvertretende Sprecherin der Arbeitsgruppe Wirtschaft der SPD-Bundestagsfraktion und in den Jahren 1999 bis 2002 SPD-Fraktionssprecherin in der Enquete-Kommission Globalisierung der Weltwirtschaft. Zudem leitete sie von 2003 bis 2005 die Fraktionsarbeitsgruppe Weltwirtschaft und Globalisierung.
Zu den strittigen Themen, zu denen sie sich im Bundestag äußerte, zählten die Privatisierung von Bahn und Post, die Gesundheitsreform und der Einsatz der Bundeswehr auf dem Balkan.
In den Jahren 1998 bis 2005 war sie außerdem Vorsitzende der Deutsch-Griechischen Parlamentariergruppe, ab Ende 2002 Mitglied des Sudetendeutschen Rates im Deutschen Bundestag und ab 2003 Mitglied der Arbeitsgruppe Bürgerschaftliches Engagement in der SPD-Bundestagsfraktion.
Sigrid Skarpelis-Sperk hat im Wahlkreis Ostallgäu kandidiert und ist jeweils über die Landesliste Bayern in den Bundestag eingezogen. Im Juni 2005 verzichtete sie auf eine erneute Kandidatur zum Deutschen Bundestag. Dies begründete sie mit der schweren, unheilbaren Erkrankung ihres Ehemannes und politischen Differenzen im Zusammenhang mit der Agenda 2010.

## Gesellschaftliches Engagement
Sigrid Skarpelis-Sperk gehört dem Wissenschaftlichen Beirat von Attac Deutschland an und berät seit dem Jahr 2005 deutsche Gewerkschaften zu verschiedenen wissenschaftlichen Themen. Sie ist seit 1970 Mitglied der Gewerkschaft ÖTV/Verdi.
Sie war von März 1996 bis Oktober 2021 Präsidentin und ist seither Ehrenpräsidentin der Vereinigung der Deutsch-Griechischen Gesellschaften. Auf ihre politische Initiative hin wurde im Jahr 2013 als Ziel im damaligen Koalitionsvertrag ein Deutsch-Griechisches Jugendwerk verankert. Der entsprechende Gründungsvertrag wurde am 11. Oktober 2018 von beiden Regierungen im Beisein des griechischen Staats- und des deutschen Bundespräsidenten in Athen unterzeichnet.

## Ehrungen
- Bundesverdienstkreuz am Bande (1989)
- Bayerischer Verdienstorden
- Bayerische Verfassungsmedaille in Silber
- Kommandeur des griechischen Ehrenordens
- Preis Alexander der Große von Makedonien und Thrakien